# ПЕ (прицел)
Винтовочный оптический прицел образца 1931 г. или ПЕ (часто передаётся как Прицел Емельянова или Прицел Единый, однако документального подтверждения этому не найдено) — семейство советских оптических прицелов времён Второй мировой войны, предназначенных для установки на снайперские винтовки отечественного производства на базе штатных винтовок Мосина, Симонова (АВС) и Токарева (СВТ).

## История создания
Разработан предприятием ВООМП (Всесоюзное объединение оптико-механической промышленности) для замены оптического прицела ПТ; основной целью модернизации было заявлено введение механизмов горизонтальных и вертикальных поправок. Утверждение на валовое производство на заводе № 19 состоялось 13 ноября 1931 года, шифр ПЕ был присвоен приказом от 13 мая 1933 года. В течение 1932 года система прицела ПЕ претерпела несколько изменений, внесённых в основном в узел введения поправок и в форму трубки объектива. К началу 1933 года отработка конструкции ПЕ закончилась, причём нововведений было так много, что завод попытался отрапортовать о создании «прицела образца 1932 года», но подобная инициатива не была поддержана руководством. Из-за наличия заводского клейма «УВП» и надписи «В. П. обр 1931 г.» прицел ПЕ в 30-х годах часто ошибочно именовался прицелом ВП или УВП.

## Производство
Выпуск наладили сначала на красногорском заводе № 19, затем перенесли на ленинградский завод «Прогресс» (завод № 357 НКВ СССР), после развернули и на заводе «Харьковская трудовая коммуна» НКВД СССР. Вся продукция поставлялась в Тулу (завод № 173), где находилось единственное в стране производство снайперских винтовок на основе системы Мосина и СВТ. Там же изготавливались кронштейны, пылепредохранительные колпачки и брезентовые чехлы. Монтаж прицела ПЕ на винтовках Мосина осуществлялся с помощью кронштейна Смирнского аналогично прицелу ПТ.
В 1940-м году все предприятия перешли на выпуск более совершенного прицела ПУ, однако во время войны производство прицелов ПЕ было возобновлено.
Всего в 1931-37 годах в Красногорске и Ленинграде было произведено около 46,5 тысяч прицелов ПЕ, а в 1942-43 годах в Ленинграде и Харькове выпущено около 120 тысяч.

## Конструкция
Оптическая система, состоящая из девяти линз, была позаимствована у разработок фирмы «Цейс» и отработана на советском прицеле ПТ. Устройство механизмов диоптрийной регулировки и боковых поправок было аналогично прицелу «Визар 5» компании «Буш».
Критические замечания вызывала плохая герметизация прицельной трубки и ненадёжный механизм фокусировки. Помимо этого отмечалось, что прицельная сетка прицела ПЕ обладала невысокой информативностью для стрелка.

## Технические характеристики
- Кратность увеличения: ×3,87
- Поле зрения: 5,5°
- Диаметр выходного зрачка: 7,6 мм
- Светосила: 59,3
- Удаление выходного зрачка: 85 мм
- Диапазон фокусировки: от 3 до +2[1]

## Боевое применение
Активно использовался Красной Армией на полях сражений Великой Отечественной войны. Трофейными прицелами ПЕ также не пренебрегали немецкие и финские войска, причём не только со штатными советскими снайперскими винтовками, но и с оружием собственного производства. Для этого в некоторых случаях прицелы подвергались достаточно кардинальной переделке.
В июле 1943 года были проведены сравнительные испытания прицелов ПЕ, ПУ и трофейных немецких, по результатам которых был сделан вывод, что ПУ по боевым свойствам не уступает ПЕ, а по массогабаритным, технологическим и эксплуатационным — существенно его превосходит.

## В массовой культуре
Прицел ПЕ присутствует на скульптурной композиции «Снайпер» советского скульптора Бориса Иванова, погибшего в 1941 году.